# Нібб'яно
Нібб'яно (італ. Nibbiano) — муніципалітет в Італії, у регіоні Емілія-Романья,  провінція П'яченца.
Нібб'яно розташований на відстані близько 420 км на північний захід від Рима, 165 км на захід від Болоньї, 34 км на південний захід від П'яченци.
Населення — 2219 осіб (2014).

## Демографія
Населення за роками:

Станом на 31 грудня 2014 року в муніципалітеті офіційно проживало 226 іноземців з 22 країн, серед них 105 громадян країн Євросоюзу та 25 громадян України.

## Сусідні муніципалітети
- Боргоново-Валь-Тідоне
- Каміната
- Каневіно
- Гольференцо
- Пекорара
- П'янелло-Валь-Тідоне
- Руїно
- Санта-Марія-делла-Верса
- Вольпара
- Цаваттарелло
- Ціано-П'ячентіно